# 劉燾 (明朝)
劉燾（1512年—1598年），字仁甫，号带川，直隸天津左衛軍籍（沧州刘辛庄）人，祖籍河南項城縣，明朝官員、抗倭將領。

## 生平
順天府鄉試第四十七名，嘉靖十七年（1538年）會試第四十三名，廷试三甲进士。历任济南府推官、兵部职方主事，出为陕西佥事，精骑射，通韬略，屢立戰功。二十九年九月，以提督侍郎孫禬举荐，升添注蓟州兵备副使。丁忧，以边警从服中夺情起用为苏州兵备副使，三十一年十二月地方稍宁，奏乞终制。
三十三年二月，巡按御史蔡扬金追论其任蓟州道兵备副使時贪纵不法，诏俟刘焘服阕之日，降一级降调边方用。
嘉靖三十四年（1555年）七月，海盗汪直、徐海等勾結倭寇攻入浙江，朝廷起补劉燾為浙江杭嘉湖兵备副使，參與抗倭，明軍射杀倭首迷里只麻、叶明，生擒汪直、降徐海。三十五年十一月以功升一级，升浙江布政使司右参政，三十八年九月升本省按察使，十二月升都察院右佥都御史、巡抚福建。嘉靖三十九年（1560年），倭寇犯福建，劉焘被擢升為福建巡抚，并在长乐、莆田大破賊軍，四十年十一月因剿贼不力被弹劾，降调外任，謫山东右参政。嘉靖四十二年（1563年）五月，復任都察院右佥都御史、巡抚大同，十月升任都察院右副都御史、总督蓟辽保定军务，四十三年正月升兵部右侍郎、兼都察院右佥都御史、总督如故，四十五年十月，三年考满，升都察院右都御史兼兵部左侍郎、总督如故。
隆慶元年（1567年）十月，因北虜入寇山西、永平，刘焘报功不实，被给事中陈瓒等弹劾，被令回籍听勘。调福建总兵戚继光入京协理戎政。十二月刘焘被降二级听用。二年三月，刘焘以兵部左侍郎兼右佥都御史，巡视陕西延绥宁夏固原甘肃等处边务，不久被兵科都给事中张卤论奏，停止巡边。七月刘焘被任命为添注兵部左侍郎，佐理部事，十二月升任右都御史兼兵部左侍郎、总督两广军务兼理粮饷，又兼督福建军务，剿滅两广“巨寇”曾一本、林道乾，又殺惠州倭首乌七麻。隆庆四年（1570年），因水土不服患病，上疏告归，五月以原职提督神枢营，不久被弹劾罢官，之后因诸虏酋大举入寇，又于家中起復，令驻守通州提督保定等处援兵。万历二十六年（1598年）卒，赠太子少保，赐祭葬。其墓尚存，位于今刘辛庄村北。

## 家族
曾祖劉興；祖父劉清；父劉氣，曾任壽官。母石氏。具庆下。兄劉勲、劉臣。